# Tong
Un Tong (dal cantonese 廟堂, letteralmente "Posto dove incontrare la famiglia estesa", "Associazione") è una società segreta sino-americana.
I tong sono nati verso la fine del XIX secolo, ai tempi della prima generazione di emigrati cinesi, nelle Chinatown delle maggiori metropoli statunitensi, come società di mutuo soccorso riconosciute dal governo degli Stati Uniti d'America. Sebbene i tong non siano stati esplicitamente creati per guadagni illeciti ma piuttosto per una mutua protezione e supporto, le loro attività spesso si fanno beffe della legge o le organizzazioni diventano completamente criminali, come attesta la loro sistematica infiltrazione da parte delle Triadi e l’esistenza di varie gang cinesi di strada affiliate a questo o quel tong (negli anni '80, ad esempio, la Ghost Shadows utilizzata dal tong On Leong oppure la gang Flying Dragons affiliata al tong Hip Sing si resero responsabili di numerosi reati).

## Alcuni Tong
- Bing Kong Tong, California, Washington
- Hop Sing Tong, California, Oregon, Washington, Idaho, Colorado.
- Hip Sing Tong, New York
- On Leong Tong, New York
- Suey Sing Tong, California, Oregon, Washington, U.S. e British Columbia, Canada
- Ang Soon Tong 21
- Kuntong 369
- Pa Hai Tong 21